# Nymphes modesta
Nymphes modesta is een insect uit de familie van de Nymphidae, die tot de orde netvleugeligen (Neuroptera) behoort. 
Nymphes modesta is voor het eerst wetenschappelijk beschreven door Gerstäcker in 1885.